# Nuoto ai Giochi della II Olimpiade - 200 metri dorso
I 200 metri dorso erano una delle sette gare del programma di nuoto dei Giochi della II Olimpiade di Parigi.  
Questo fu la prima competizione olimpica in cui non si gareggiava in stile libero; si disputò tra l'11 e il 12 agosto 1900. Vi parteciparono sedici nuotatori, provenienti da sei nazioni .

## Risultati
Il primo turno di divideva in tre semifinali. Il vincitore di ogni semifinale era qualificato per la finale; poterono prendere parte a quella anche i sette atleti con il miglior tempo. Le semifinali si tennero l'11 agosto.

### Semifinali

#### I Semifinale
| Posizione | Atleta           | Paese         | Tempo  |
| --------- | ---------------- | ------------- | ------ |
| 1         | Ernst Hoppenberg | Germania      | 2'54"4 |
| 2         | Robert Crawshaw  | Gran Bretagna | 3'15"0 |
| 3         | Bill Burgess     | Gran Bretagna | 3'50"4 |
| 4         | Paolo Bussetti   | Italia        | 4'09"2 |
| 5         | Lapostolet       | Francia       | 4'34"6 |
| 5         | Fumouze          | Francia       | 5'17"0 |

#### II Semifinale
| Posizione | Atleta           | Paese       | Tempo  |
| --------- | ---------------- | ----------- | ------ |
| 1         | Johannes Bloemen | Paesi Bassi | 3'09"2 |
| 2         | de Romand        | Francia     | 3'56"6 |
| 3         | Chevrand         | Francia     | 4'42"0 |

#### III Semifinale
| Posizione | Atleta             | Paese       | Tempo  |
| --------- | ------------------ | ----------- | ------ |
| 1         | Karl Ruberl        | Austria     | 2'56"0 |
| 2         | Johannes Drost     | Paesi Bassi | 3'10"2 |
| 3         | Georges Leuillieux | Francia     | 3'10"2 |
| 4         | Erik Eriksson      | Svezia      | 4'05"4 |
| 5         | Lué                | Francia     | 4'10"0 |
| 6         | Pierre Peyrusson   | Francia     | 4'15"6 |
| 6         | Texier             | Francia     | 4'49"0 |

### Finale
La finale si tenne il 12 agosto.
| Posizione | Atleta             | Paese         | Tempo  |
| --------- | ------------------ | ------------- | ------ |
|           | Ernst Hoppenberg   | Germania      | 2'47"0 |
|           | Karl Ruberl        | Austria       | 2'56"0 |
|           | Johannes Drost     | Paesi Bassi   | 3'01"0 |
| 4         | Johannes Bloemen   | Paesi Bassi   | 3'02"2 |
| 5         | Bill Burgess       | Gran Bretagna | 3'12"0 |
| 6         | de Romand          | Francia       | 3'38"0 |
| 7         | Paolo Bussetti     | Italia        | 3'45"0 |
| 8         | Erik Eriksson      | Svezia        | 3'56"4 |
| ritirato  | Robert Crawshaw    | Gran Bretagna | ---    |
| ritirato  | Georges Leuillieux | Francia       | ---    |